# Maria Esther Maciel
Maria Ester Maciel de Oliveira Borges, född 1 februari 1963 i Patos de Minas, är en brasiliansk essäist, poet och författare. Hon verkar under författarnamnet Maria Esther Maciel och är även verksam som lärare och litteraturforskare.

## Biografi
Maciel flyttade 1981 till delstatshuvudstaden Belo Horizonte. Hon tog magisterexamen i brasiliansk litteratur och doktorerade i jämförande litteraturvetenskap vid Universidade Federal de Minas Gerais. Hon har därefter lärt ut litteraturteori vid universitetet, där hon även samordnar TransVerso, forumet för poetiskt skapande och poesistudier. Hon ägnade sig sedan också åt forskning om litteratur och film vid University of London. Mellan 2011 och 2014 var Maciel fast krönikör i veckotidningen Caderno do Cultura ("Kulturhäftet"), utgiven av delstaten.
Maria Esther Maciel debuterade 2004 som romanförfattare med O livro de Zenóbia, som året efter nominerades till "Portugal Telecom"-priset. Hennes andra roman, 2008 års O livro dos nomes, nominerades bland annat till Prêmio Jabuti.
Som litteraturforskare har hon ägnat sig åt "Poéticas do inventario" ('Inventering av poetiken', 2004–2007) och "Bestiários contemporâneos" ('Samtidens monster', 2007–2010). Därefter har hon forskat om "Zooliteratura brasileira: animais, animalidade e os limites do humano" ('Den brasilianska djurlitteraturen: djur, djuriskhet och det mänskligas gräns').
2013 var Maciel en av de brasilianska representanterna på bokmässan i Frankfurt (Tyskland). 2014 besökte hon Sverige, i samband med att Brasilien var temaland på bokmässan i Göteborg.
Maciel publicerar regelbundet artiklar och andra texter i olika tidskrifter, i och utanför Brasilien.

### Diktsamlingar
- Dos Haveres do Corpo (1985)
- Triz (1999)

### Essäer
- As vertigens da lucidez: poesia e crítica em Octavio Paz (1995)
- A dupla chama: amor e erotismo em Octavio Paz (1998)
- Borges em dez textos (organização, 1998)
- Vôo Transverso: poesia, modernidade e fim do século XX (1999)
- A palavra inquieta: homenagem a Octavio Paz (organizadora, 1999)
- Laís Corrêa de Araújo (2002)
- A memória das coisas (2004)
- As ironias da ordem (2010)
- Pensar/escrever o animal (2010)

### Fiktion
- O livro de Zenóbia (2004)
- O livro dos nomes (2008)[6]

## Källhänvisningar
Den här artikeln är helt eller delvis baserad på material från portugisiskspråkiga Wikipedia, 10 september 2014.
1. ↑  "Maria Ester Maciel de Oliveira Borges". Cnpq.br. Läst 25 september 2014. (portugisiska)
2. 1 2 3  "Maria Esther Maciel". Arkiverad 1 mars 2014 hämtat från the Wayback Machine. Ufmg.br. Läst 25 september 2014. (portugisiska)
3. ↑  "Maria Esther Maciel". Germinaliteratura.com.br. Läst 25 september 2014. (portugisiska)
4. ↑  "Maria Esther Maciel". Arkiverad 20 februari 2014 hämtat från the Wayback Machine. Brazil13frankfurtbookfair.com. Läst 25 september 2014. (portugisiska)
5. ↑  "Maciel, Maria Esther". Bokmassan.se. Läst 25 september 2014.
6. ↑  FUX, Jacques e GOMES, Luciana Andrade. "A crítica literária e a literatura crítica de Maria Esther Maciel". Revista FronteiraZ, São Paulo, n. 8, julho de 2012. Läst 25 september 2014. (portugisiska)